# Rainer Liebeke

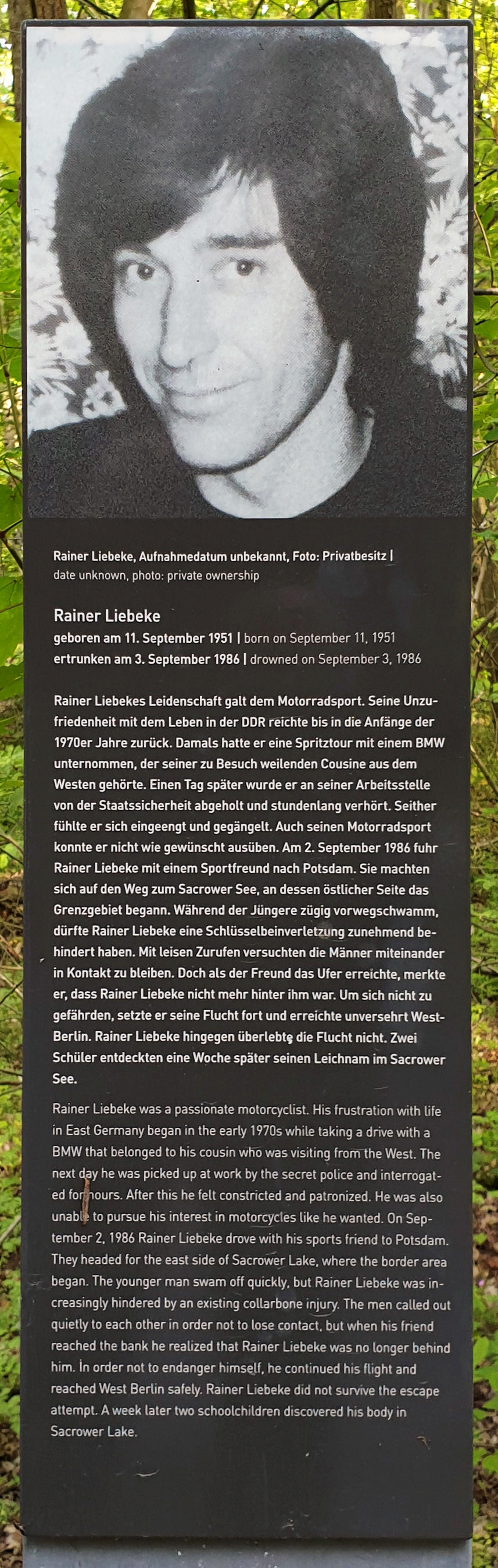
Gedenktafel, Kladower Straße, in Potsdam

Rainer Liebeke (* 11. September 1951 in Gotha; † 3. September 1986 in Potsdam) war ein Todesopfer an der Berliner Mauer. Er ertrank bei einem Fluchtversuch.

## Leben
Nach der Schule erlernte Rainer Liebeke den Beruf des Kfz-Schlossers. Mit seiner Frau hatte er einen Sohn und lebte in Gotha. Er arbeitete als Taxifahrer beim VEB Kraftverkehr in Erfurt. Nebenher war er Mitglied des Motorclubs Gotha und nahm an Motorradrennen der 50 cm³-Klasse teil. 1985 wurde er Lizenzfahrer beim Allgemeinen Deutschen Motorsportverband (ADMV). Über seinen Vereinskameraden Dirk erlangte Liebeke Westkontakte. 1986 verbrachte er einen Urlaub mit den Motorsportlern aus dem Westen in Ungarn. Nach seiner Rückkehr erfuhr er, dass der ADMV seine Klasse einstellen wollte. Kurz darauf stürzte er bei einem Rennen und brach sich das Schlüsselbein. Dirk half Liebeke bei der Umrüstung seines Motorrads auf eine höhere Hubraumklasse.
Die beiden Tage vor seinem Tod verbrachte er mit Dirk an seiner Maschine. Am 2. September 1986 verließen sie den Wohnort unter dem Vorwand, einen Mechaniker in Karl-Marx-Stadt aufzusuchen. Mit dem Zug fuhren sie nach Potsdam und begaben sich zum Sacrower See. Dirk kannte sich von seinem Militärdienst in der Umgebung des Sees und der Grenze aus. In der Nacht gingen sie durch Sümpfe und Schilfgebiete zum See, der von Scheinwerfern unregelmäßig abgesucht wurde, um zum anderen Ufer zu schwimmen, auf dem die Grenze zu West-Berlin verlief. Dirk schwamm vorne weg. Rainer Liebeke war durch seine Schulterverletzung gehemmt und schaffte die Durchquerung des Sees nicht. Dirk wartete zunächst auf seinen Begleiter, überkletterte dann aber alleine die Grenze und floh nach West-Berlin. Die Leiche von Rainer Liebeke wurde eine Woche später von Schülern im See gefunden und anhand mitgeführter Dokumente identifiziert.
Die Witwe Rainer Liebekes erfuhr am 5. September telefonisch aus dem Westen, dass ihr Mann einen Fluchtversuch unternommen hatte, aber nicht in West-Berlin angekommen war. In späteren Verhören durch das Ministerium für Staatssicherheit verneinte sie die Kenntnis von seinen Fluchtplänen. Mit dem Verweis auf den Zusammenhang des Todes mit einer „Straftat“ wurden ihr die Auszahlung des Unfallsterbegelds und der Lebensversicherung verweigert.